# 東流駅
東流駅（とうりゅうえき）は、中華人民共和国江蘇省南京市江寧区にある、南京地下鉄4号線の駅である。

## 歴史
- 2017年1月18日4号線の駅として開業。

## 駅構造
地下2層構造の駅である。

### のりば
| 番線 | 路線            | 方面                                | 行先         |
| ---- | --------------- | ----------------------------------- | ------------ |
|      | 南京地下鉄4号線 | 聚宝山・鶏鳴寺・草場門・珍珠泉 方面 | 余家営 行き  |
|      | 南京地下鉄4号線 | 孟北・仙林湖方面                    | 華僑城東行き |

## 隣の駅
南京地下鉄
■4号線
霊山駅- 東流駅 - 孟北駅